# Elimination Chamber (2010)
Elimination Chamber (2010) (hay No Way Out (2010) ở Đức) là một sự kiện pay-per-view (PPV) đấu vật chuyên nghiệp sản xuất bởi WWE, diễn ra ngày 21 tháng 2 năm 2010 tại Scottrade Center ở St. Louis, Missouri. Đây là sự kiện đầu tiên trong chuỗi sự kiện Elimination Chamber. Có 6 trận đấu được phát sóng và một dark match diễn ra trước khi phát sóng trực tiếp.
Quan niệm của sự kiện là 2 trận đấu trong sự kiện chính, mỗi trận đấu tranh đai World Heavyweight Championship và WWE Championship, diễn ra trong một Elimination Chamber. Mỗi trận đấu gồm 6 đối thủ: nhà vô địch và 5 người thách thức. Sheamus bảo vệ thành công đai WWE Championship trước Triple H, Ted DiBiase, Randy Orton, John Cena, và Kofi Kingston trong Raw Elimination Chamber. Trong trận đấu Elimination Chamber của SmackDown, The Undertaker bảo vệ thành công đai World Heavyweight Championship trước Chris Jericho, John Morrison, Rey Mysterio, CM Punk, và R-Truth. Các trận đấu còn lại, Drew McIntyre bảo vệ thành công đai WWE Intercontinental Championship trước Kane, The Miz bảo vệ thành công đai WWE United States Championship trước Montel Vontavious Porter, và Maryse và Gail Kim thi đấu với LayCool (Layla và Michelle McCool) trong trận đấu đồng đội Divas xuyên thương hiệu.
Sự kiện nhận được 285.000 lượt mua pay-per-view, tăng so với con số ở pay-per-view No Way Out 2009. Mặc dù số lượt mua tăng, sự kiện nhận được những ý kiến tiêu cực, với việc các nhà phê bình cho rằng các trận đấu cửa dưới là "yếu".

## Kết quả
| #                                                                                | Kết quả | Thể loại                                                              | Thời gian |
| -------------------------------------------------------------------------------- | --- | --------------------------------------------------------------------- | --------- |
| 1D                                                                               | Christian đánh bại Ezekiel Jackson                                                                                           | Trận đấu đơn                                                          | Không rõ  |
| 2                                                                                | John Cena đánh bại Kofi Kingston, Randy Orton, Ted DiBiase, Triple H và Sheamus (c)                                          | Trận đấu Elimination Chamber tranh đai WWE Championship               | 30:10     |
| 3                                                                                | Batista đánh bại John Cena (c)                                                                                               | Trận đấu đơn tranh đai WWE Championship                               | 00:32     |
| 4                                                                                | Drew McIntyre (c) đánh bại Kane                                                                                              | Trận đấu đơn tranh đai WWE Intercontinental Championship              | 10:06     |
| 5                                                                                | LayCool (Layla và Michelle McCool) đánh bại Gail Kim và Maryse                                                               | Trận đấu đồng đội                                                     | 03:35     |
| 6                                                                                | The Miz (c) (cùng với Big Show) đánh bại Montel Vontavious Porter (cùng với Mark Henry)                                      | Trận đấu đơn tranh đai WWE United States Championship                 | 13:02     |
| 7                                                                                | Chris Jericho đánh bại CM Punk (cùng với Luke Gallows và Serena), John Morrison, Rey Mysterio, R-Truth và The Undertaker (c) | Trận đấu Elimination Chamber tranh đai World Heavyweight Championship | 35:40     |
| - (c) – chỉ người vô địch bước vào trận đấu - D – chỉ trận đấu là một dark match | |                                                                       |           |

### Thứ tự vào và loại trong Elimination Chamber (Raw)
| Thứ tự loại | Đô vật        | Thứ tự vào | Bị loại bởi   | Hình thức loại                                                                      | Thời gian |
| ----------- | ------------- | ---------- | ------------- | ----------------------------------------------------------------------------------- | --------- |
| 1           | Randy Orton   | 4          | Ted DiBiase   | Bị đè sau khi bị đánh với đòn Lead Pipe của DiBiase và Attitude Adjustment của Cena | 23:56     |
| 2           | Ted DiBiase   | 5          | Kofi Kingston | Bị đè sau đòn Trouble in Paradise                                                   | 25:24     |
| 3           | Kofi Kingston | 2          | Sheamus       | Bị đè sau đòn Brogue Kick và High Cross                                             | 26:02     |
| 4           | Sheamus (c)   | 1          | Triple H      | Bị đè sau đòn low blow và a Pedigree                                                | 28:38     |
| 5           | Triple H      | 3          | John Cena     | Đập tay sau đòn STF                                                                 | 30:10     |
| Thắng cuộc  | John Cena     | 6          |               |                                                                                     | 30:10     |

### Thứ tự vào và loại trong Elimination Chamber (SmackDown)
| Thứ tự loại | Đô vật             | Thứ tự vào | Bị loại bởi    | Hình thức loại                                   | Thời gian |
| ----------- | ------------------ | ---------- | -------------- | ------------------------------------------------ | --------- |
| 1           | R-Truth            | 1          | CM Punk        | Bị đè sau đòn GTS (Go to Sleep)                  | 03:34     |
| 2           | CM Punk            | 2          | Rey Mysterio   | Bị đè sau đòn springboard splash                 | 09:58     |
| 3           | Rey Mysterio       | 3          | John Morrison  | Bị đè sau đòn Starship Pain                      | 20:00     |
| 4           | John Morrison      | 5          | The Undertaker | Bị đè sau đòn chokeslam lên sàn buồng            | 28:24     |
| 5           | The Undertaker (c) | 6          | Chris Jericho  | Bị đè sau đòn Sweet Chin Music từ Shawn Michaels | 35:40     |
| Thắng cuộc  | Chris Jericho      | 4          |                |                                                  | 35:40     |

## Nhân sự trên màn ảnh khác
| Bình luận viên - Jerry Lawler - Michael Cole - Matt Striker Người phỏng vấn - Josh Mathews | Ring announcer - Justin Roberts - Tony Chimel Trọng tài - Mike Chioda - Charles Robinson - Jack Doan - John Cone |